# Tooting Broadway (métro de Londres)
Tooting Broadway (en anglais : Tooting Broadway Underground Station), est une station de la Northern line, branche de Morden, du métro de Londres, en zone Travelcard 3. Elle est située sur la Tooting High Street, à Tooting, sur le territoire du borough londonien de Wandsworth.

## Situation sur le réseau
La station Tooting Broadway est établie sur la branche Morden de la Northern line entre les stations London Bridge et Canada Water. Elle est en zone Travelcard 3.

## Histoire
La station Tooting Broadway est mise en service le 13 septembre 1926, elle est alors un terminus provisoire de la branche.

## Services aux voyageurs

### Accès et accueil
Tooting Broadway est située sur Tooting High Street à l'angle avec Mitcham Road. Le week-end la station est ouverte 24/24.

### Desserte

Installations et desserte
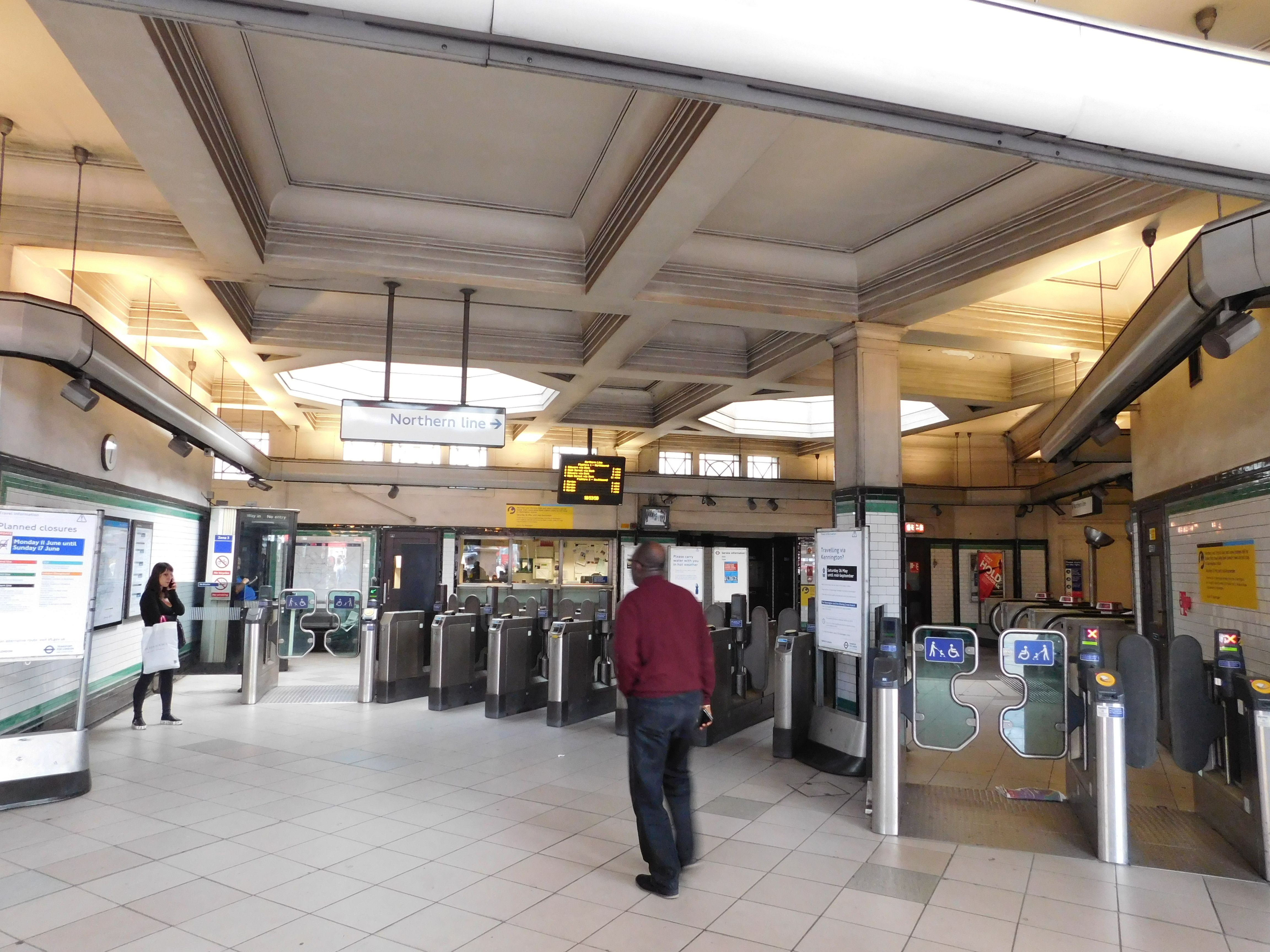
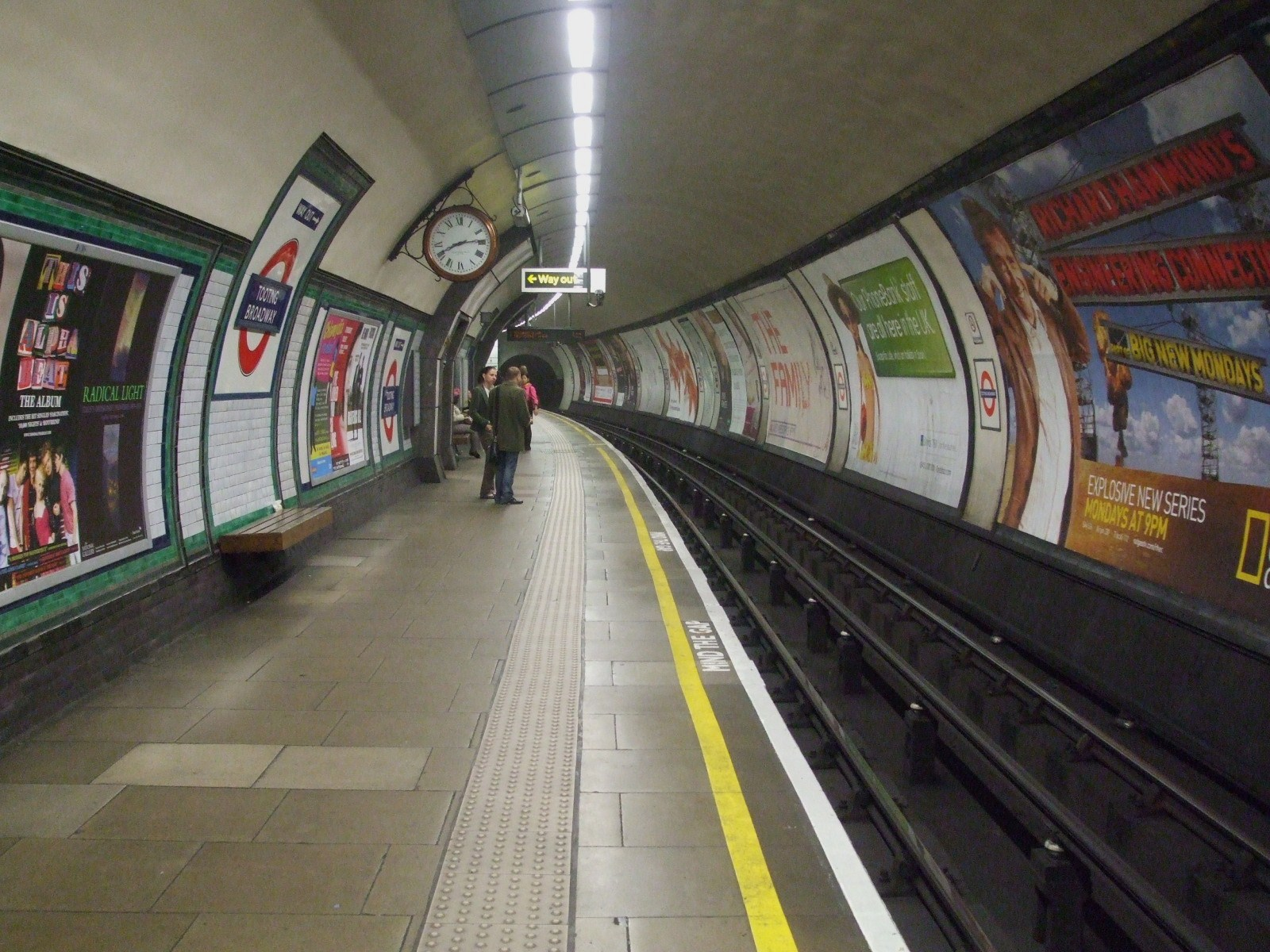
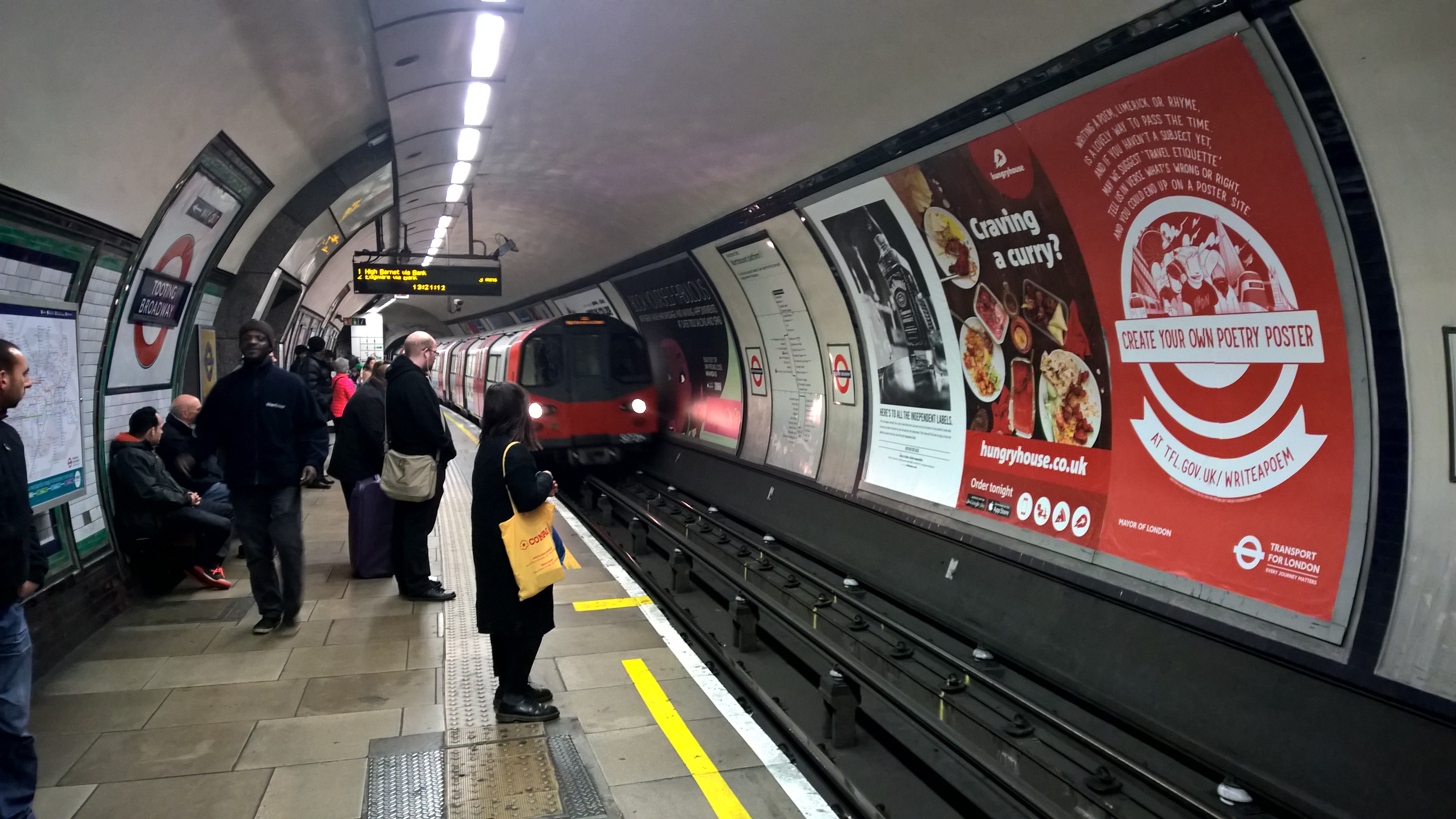

### Intermodalité
La station est desservie par les lignes de bus : 44 (Tooting Station - Victoria), 57 (Clapham Park - Kingston) service 24/7, 77 (Tooting Station - Waterloo), 127 (Purley - Tooting Broadway), 131 (Kingston - Tooting Broadway), 155 (Elephant & Castle - Tooting St George's Hospital), 219 (Clapham Junction - Wimbledon Station), 264 (West Croydon bus station - Tooting St George's Hospital) service 24/7, 270 (Mitcham - Putney Bridge), 280 (Tooting St. George's Hospital - Belmont station), 333 (Elephant & Castle - Tooting Broadway), 355 (Brixton - Mitcham), 493 (St George's Hospital - Richmond), G1 (Battersea Shaftesbury Estate - Streatham), N44 (Sutton Park - Aldwych) service de nuit, N155 (Morden - Aldwych) service de nuit.

## À proximité
- Tooting
- La statue devant l'entrée de la station est celle du roi Édouard VII du Royaume-Uni. Elle «a été érigée par subscription publique, en 1911», soit l'année suivant la mort du roi et quelques années avant l'ouverture de la station en 1926[3].